# Rezerwat przyrody Nigula
Rezerwat przyrody Nigula (est. Nigula looduskaitseala) – obszar chroniony o powierzchni 6 430,9 ha utworzony w 1957 roku, znajdujący się w południowo-zachodniej Estonii, na terenie gmin Häädemeeste i Saarde w prowincji Parnawa, przy granicy z Łotwą.
Od 1979 roku jest częścią ostoi ptaków IBA Põhja-Liivimaa organizacji BirdLife International. W 1997 roku rezerwat uznano za obszar wodno-błotny o znaczeniu międzynarodowym konwencji ramsarskiej (od 2007 roku jako część obszaru transgranicznego obejmującego łącznie 3 obszary Ramsar w Estonii i na Łotwie), zaś w 2004 roku na jego terenie wyznaczono obszar sieci Natura 2000.

## Położenie
Rezerwat znajduje się na równinie Metsepole w południowo-zachodniej Estonii, w prowincji Parnawa, na terenie wsi Nepste, Urissaare i Uuemaa w gminie Häädemeeste oraz wsi Pihke, Reinu i Tuuliku w gminie Saarde. Jego powierzchnia wynosi 6 430,9 ha, z czego 6 375,5 ha zajmują obszary lądowe, natomiast 55,4 ha – wody.

## Charakterystyka

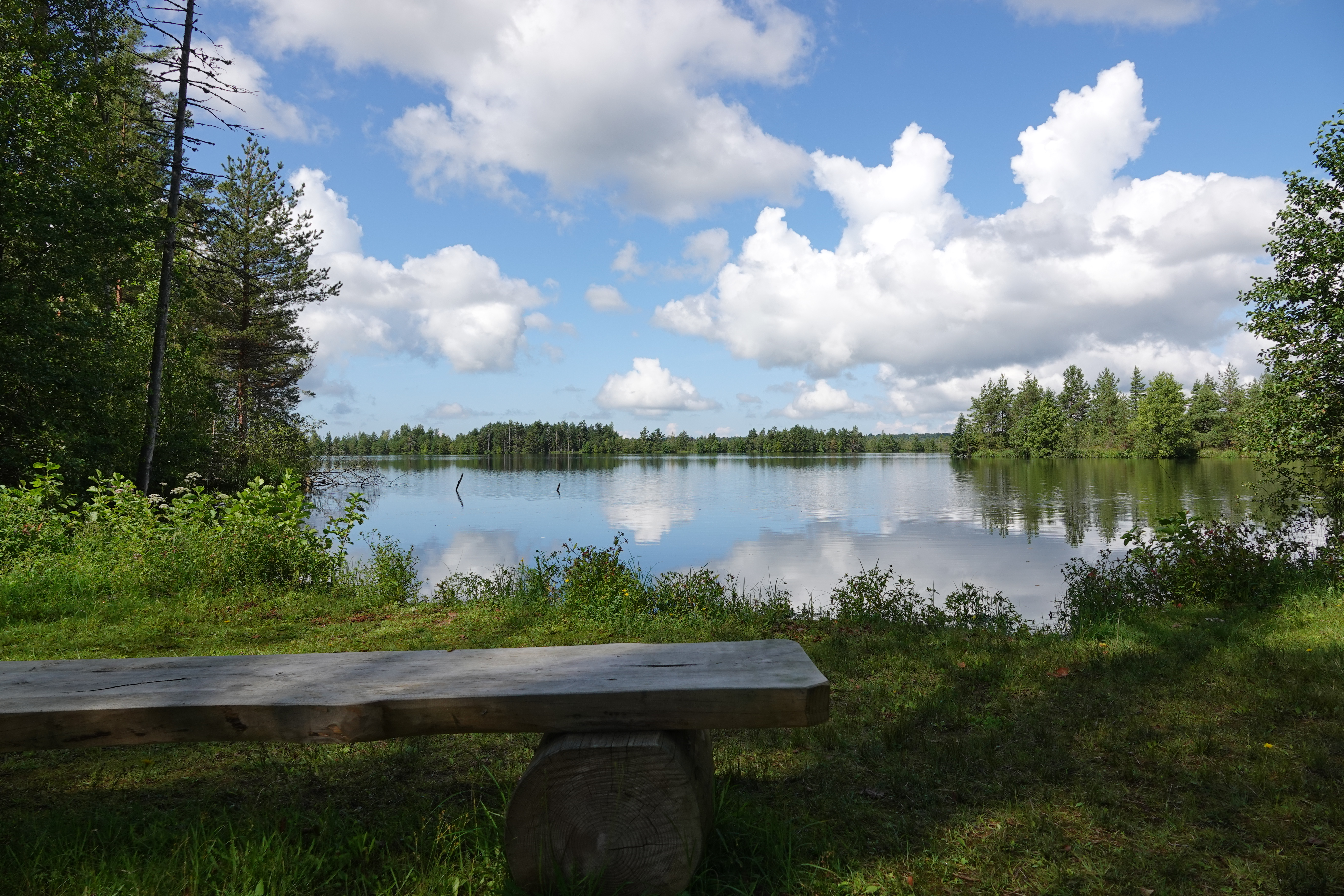
Jezioro Nigula järv (2024)

W skład rezerwatu przyrody Nigula wchodzą mokradła, torfowiska wysokie i przejściowe, trzęsawiska oraz lasy bagienne tworzące rzadkie i objęte ochroną siedliska, w których żyją liczne gatunki roślin i zwierząt, w tym gatunki zagrożone. Bagna na tym obszarze zaczęły się tworzyć ok. 10 tys. lat temu, po zakończeniu ostatniej epoki lodowcowej. Torfowisko Nigula powstało w wyniku zarastania istniejącego tu niegdyś jeziora, czego pozostałością są liczne zbiorniki wodne o różnej wielkości stanowiące łącznie ok. 13% terenu rezerwatu, z których największym jest jezioro Nigula järv o powierzchni 18 ha i średniej głębokości 2,4 m znajdujące się we wschodniej części obszaru chronionego. Miąższość torfu na bagnach sięga 7–8 m.
Obszar torfowiska charakteryzuje się obecnością pięciu wysp zbudowanych na podłożu gliniastym, tworzących ciąg biegnący z północy na południe, z których największa – Salupeaksi – ma 1400 m długości i 400 m szerokości. Na wyspach rosną żyzne lasy liściaste, jedne z nielicznych zachowanych pierwotnych lasów na terenie Estonii, które są pozostałością cieplejszego i bardziej wilgotnego klimatu sprzed 5–6 tys. lat. Porastają one również tereny wokół bagien.
Przez rezerwat przebiega ścieżka przyrodniczo-dydaktyczna o długości 6 km. Znajdują się tu także dwie wieże widokowe.

### Siedliska

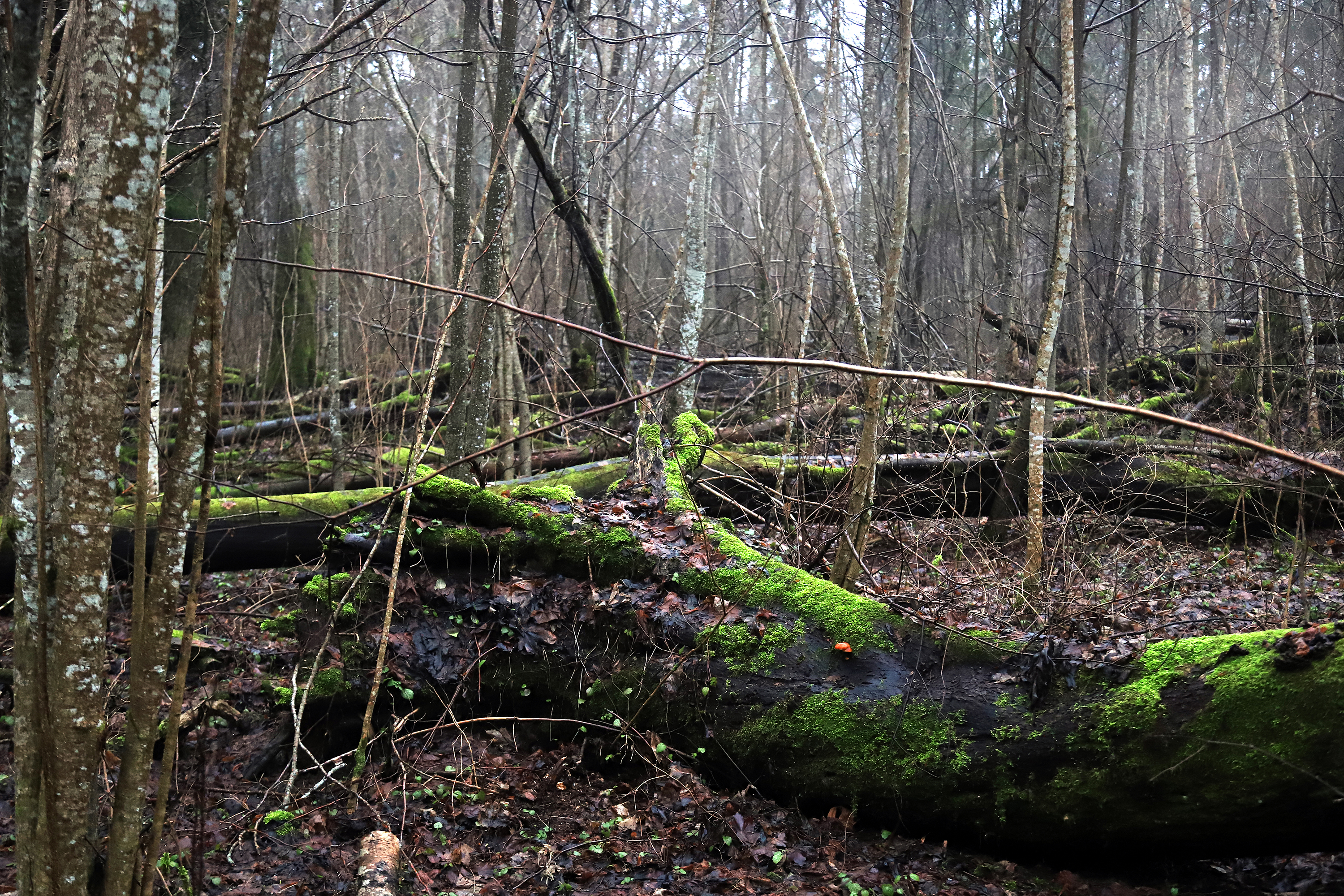
Starodrzew na wyspie Salupeaksi (2020)

Na terenie rezerwatu występuje 14 objętych ochroną siedlisk wymienionych w Załączniku I dyrektywy siedliskowej, w tym 7 siedlisk priorytetowych – torfowiska wysokie z roślinnością torfotwórczą (7110*), nizinne, bogate florystycznie, murawy, suche do umiarkowanie wilgotnych (6270*), łąki Fennoskandii częściowo porośnięte lasem (6530*), zachodnia tajga (9010*), hemiborealne naturalne starodrzewia liściaste bogate w epifity (9020*), bagienne liściaste lasy Fennoskandii (9080*) oraz bory i lasy bagienne (91D0*). Część zalesionych łąk dla utrzymania swojej bioróżnorodności wymaga regularnego koszenia lub wypasu zwierząt. Zajmują się tym lokalne rolnicze społeczności.

### Flora
Na terenie rezerwatu przyrody Nigula wykazano występowanie 179 gatunków mchów, w tym 24 gatunków torfowców, m.in. płaszczeńca marszczonego (Plagiothecium undulatum) i torfowca Lindberga (Sphagnum lindbergii). Występuje tu 448 gatunków roślin naczyniowych, w tym gatunki chronione w Estonii, m.in. obuwik pospolity (Cypripedium calceolus), grążel drobny (Nuphar pumila), żłobik koralowy (Corallorhiza trifida), kukułka bałtycka (Dactylorhiza baltica) i kukułka Russowa (D. russowii), gnieźnik sercowaty (Listera cordata), wątlik błotny (Malaxis paludosa) oraz Cinna latifolia. Znaleźć można żagiew guzowatą (Polyporus tuberaster), wątlika błotnego (Hammarbya paludosa), podejźrzona rutolistnego (Botrychium multifidum), a także rzadkiego w skali tego kraju podejźrzona wirginijskiego (Botrychium virginianum).

### Fauna

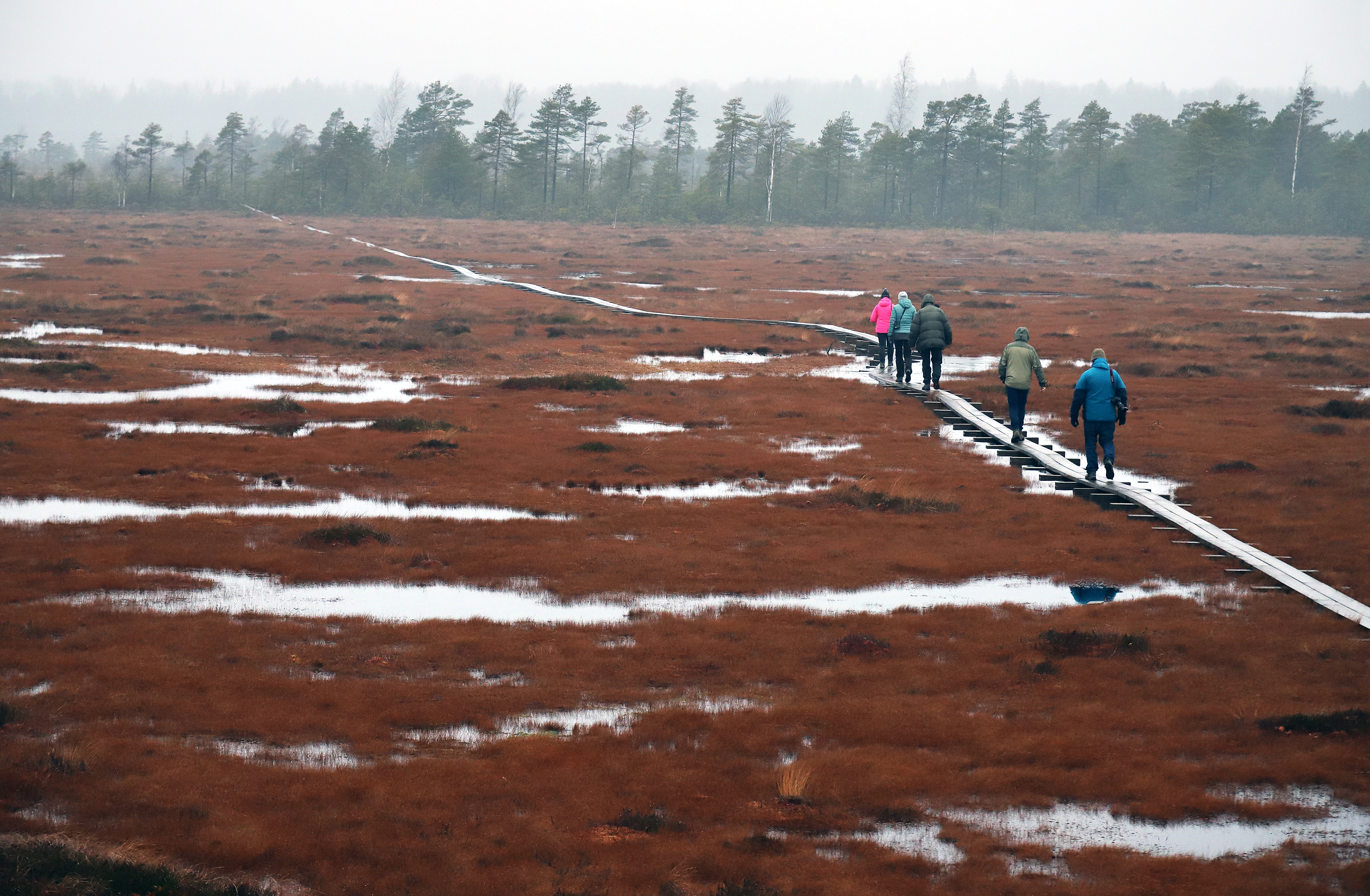
Ścieżka dydaktyczna prowadząca przez rezerwat (zima 2020)

Podmokłe tereny rezerwatu Nigula stanowią miejsce życia wielu gatunków zwierząt, zwłaszcza ptaków, których rocznie w okresie lęgowym występuje tu nawet 30 tys. osobników.
Do ptaków wędrownych zalatujących na obszar torfowisk należą m.in. bernikla białolica (Branta leucopsis), łabędź czarnodzioby (Cygnus columbianus), sokół wędrowny (Falco peregrinus), lerka (Lullula arborea), podróżniczek (Luscinia svecica), płatkonóg szydłodzioby (Phalaropus lobatus) oraz rybitwa rzeczna (Sterna hirundo) i popielata (S. paradisaea). Swoje lęgi na terenie rezerwatu odbywają m.in. włochatka (Aegolius funereus), puchacz (Bubo bubo), bocian biały (Ciconia ciconia), błotniak zbożowy (Circus cyaneus), dzięcioł czarny (Dryocopus martius), ortolan (Emberiza hortulana), drzemlik (Falco columbarius), siewka złota (Pluvialis apricaria), perkoz rogaty (Podiceps auritus) i jarzębatka (Sylvia nisoria). Gatunkami żerującymi na bagnach Nigula są natomiast zimorodek (Alcedo atthis), orzeł przedni (Aquila chrysaetos), kraska (Coracias garrulus), nur czarnoszyi (Gavia arctica), bielik (Haliaetus albicilla), rybołów (Pandion haliaetus), kropiatka (Porzana porzana) i siniak (Columba oenas).
Wymienionymi w Załączniku I dyrektywy ptasiej gatunkami są gęś białoczelna (Anser albifrons) i gęś mała (Anser erythropus), orlik krzykliwy (Aquila pomarina), jarząbek (Bonasa bonasia), bocian czarny (Ciconia nigra), lelek (Caprimulgus europaeus), błotniak łąkowy (Circus pygargus), derkacz (Crex crex), łabędź krzykliwy (Cygnus cygnus), dzięcioł białogrzbiety (Dendrocopos leucotos), sóweczka (Glaucidium passerinum), muchołówka mała (Ficedula parva), żuraw (Grus grus), łęczak (Tringa glareola), głuszec (Tetrao urogallus), cietrzew (Lyrurus tetrix), puszczyk uralski (Strix uralensis), dzięcioł zielonosiwy (Picus canus), dzięcioł trójpalczasty (Picoides tridactylus), trzmielojad (Pernis apivorus), gąsiorek (Lanius collurio) oraz pardwa mszarna (Lagopus lagopus), dla której estońskie torfowiska stanowią południową granicę zasięgu.
Obszar chroniony zamieszkuje 370 gatunków motyli (np. rzadki czerwończyk nieparek i przeplatka maturna), 109 gatunków chrząszczy, wymienione w czerwonej księdze Estonii ważki – straszka północna (Sympecma paedisca) i husarz władca (Anax imperator) – oraz 24 gatunki ślimaków. W rezerwacie żyją również 43 gatunki ssaków, w tym te o dużych wymaganiach siedliskowych – niedźwiedź brunatny (Ursus arctos), wilk szary (Canis lupus), łoś (Alces alces), ryś (Lynx lynx), wydra (Lutra lutra), dzik (Sus scrofa), Lasy na terenie rezerwatu były niegdyś siedliskiem rzadkiej polatuchy syberyjskiej (Pteromys volans), której obecność na tym obszarze wykazano po raz ostatni w 2004 roku.

## Galeria

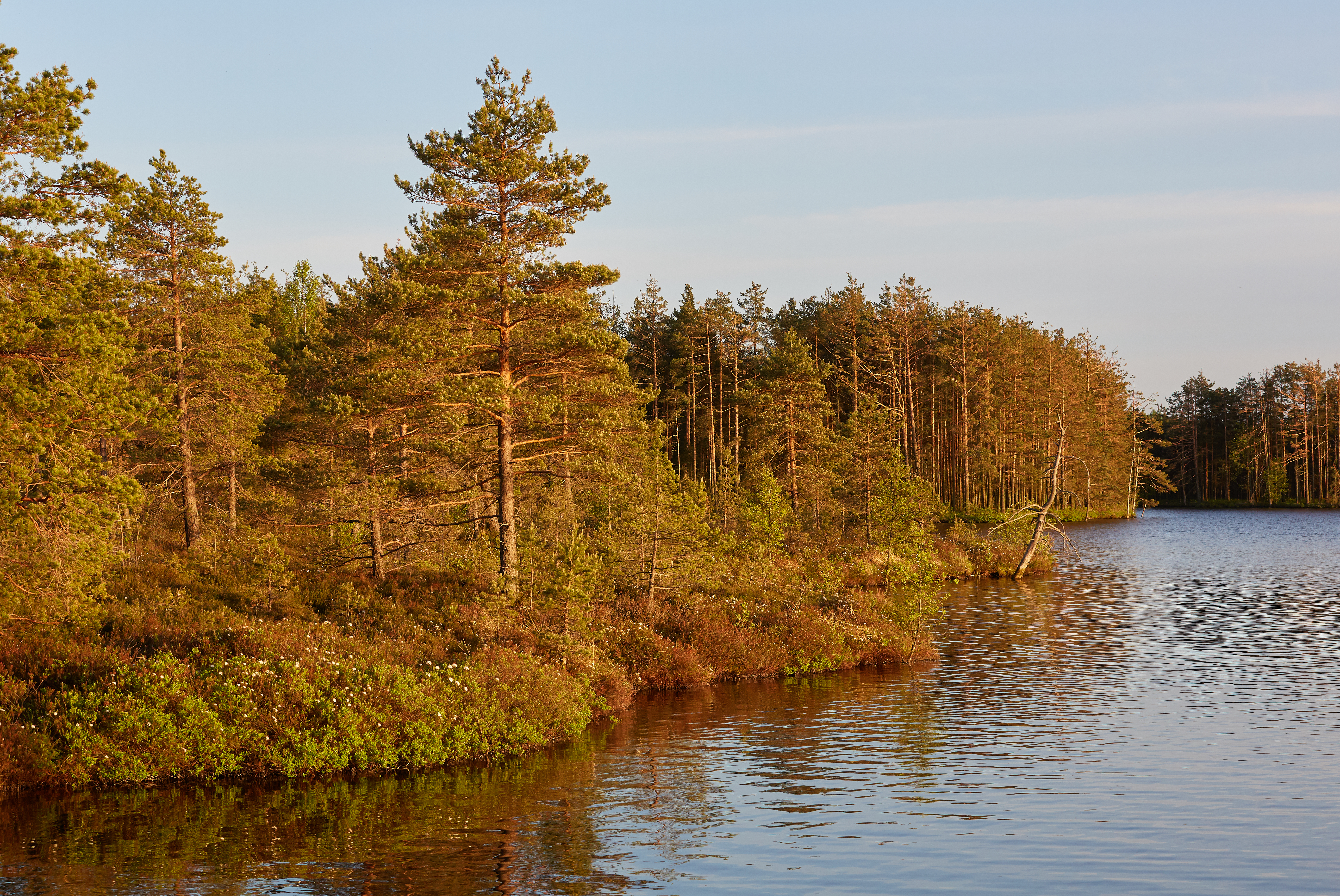
Lasy nad jeziorem Nigula järv (2018)
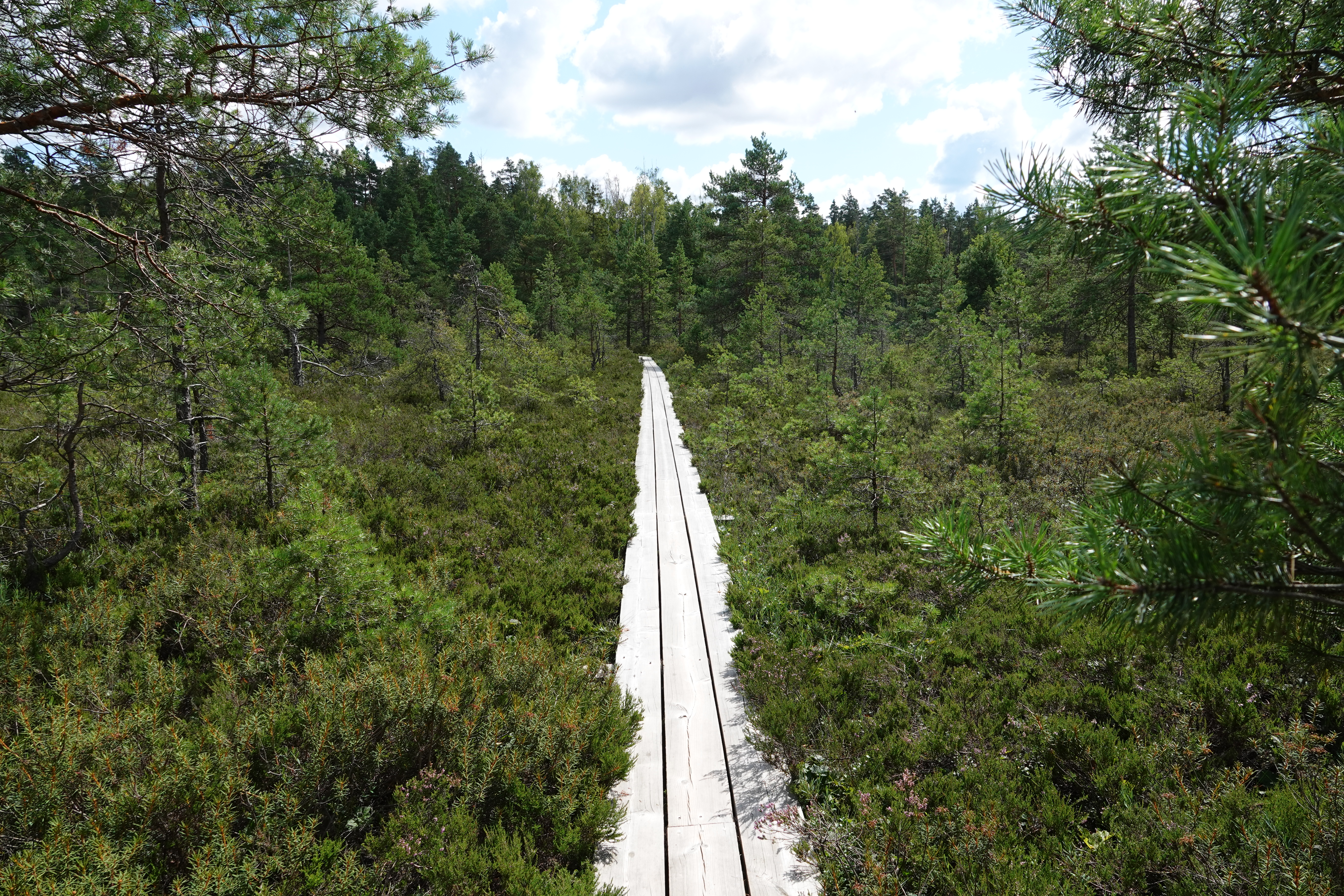
Ścieżka dydaktyczna (2024)
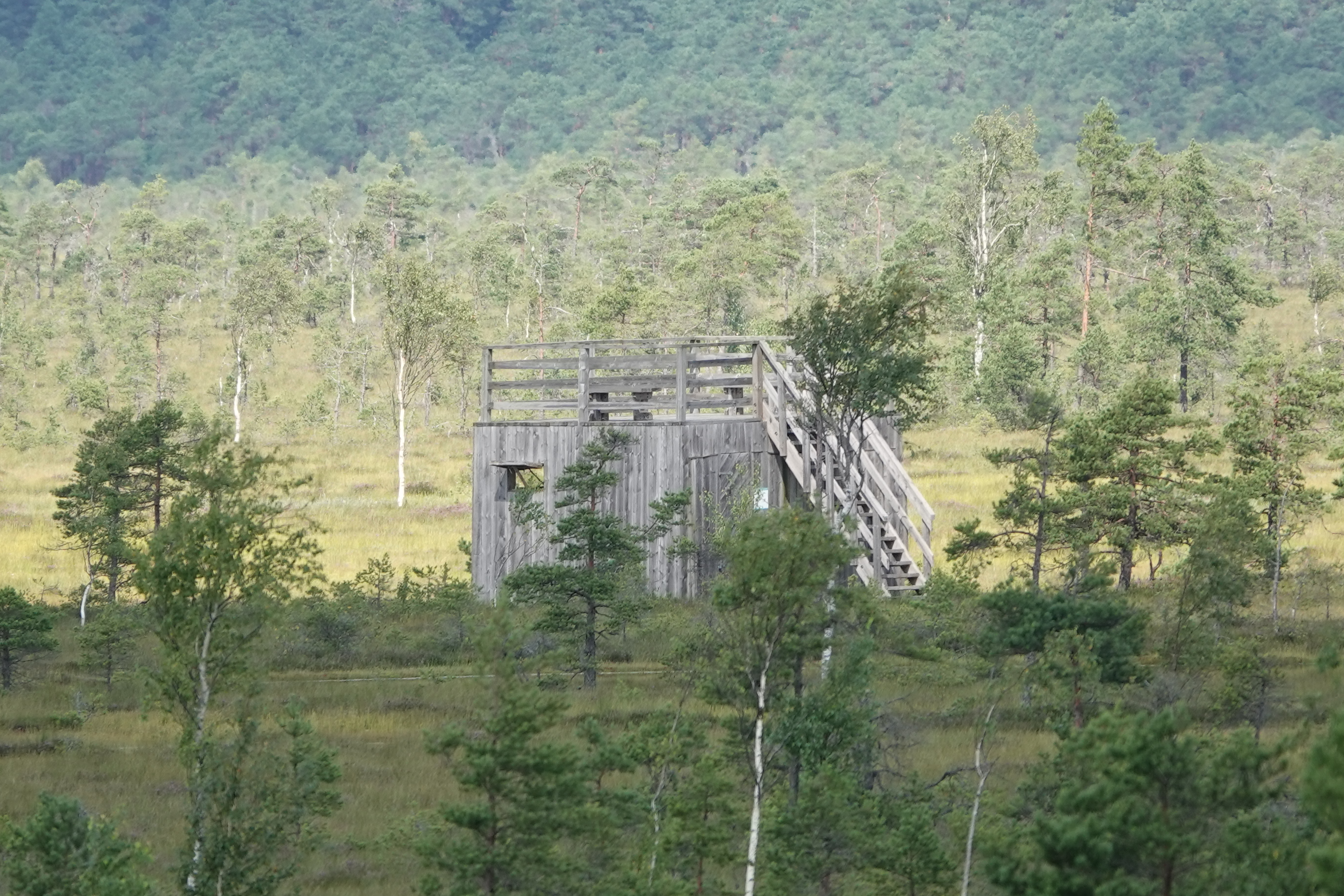
Jedna z wież widokowych (2024)
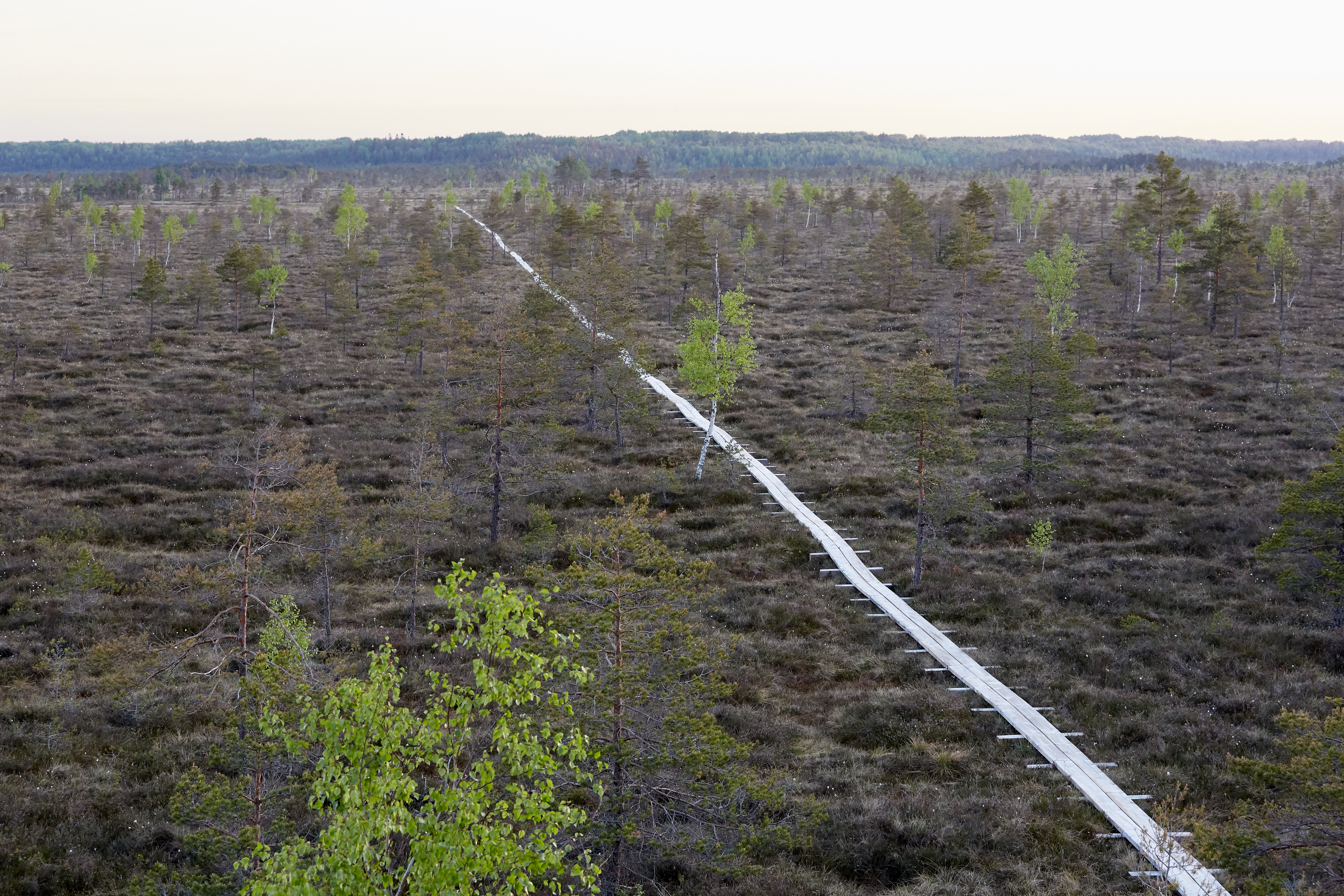
Ścieżka z lotu ptaka (wiosna 2021)